# 2023-as magyar atlétikai bajnokság
A 2023-as magyar atlétikai bajnokság a 128. bajnokság volt. A pályabajnokságot a Nemzeti Atlétikai Központban rendezték, amiben ez volt az első verseny.

## Helyszínek
- Téli dobóbajnokság, március 3–4., Veszprém
- mezei bajnokság: március 18., Gödöllő, Gödöllői kastély kertje
- 35 km-es gyaloglás: március 25., Gyűgy
- 20 km-es gyaloglás: április 23., Békéscsaba
- maraton: április 23., Bécs
- váltóbajnokság (4 × 200, 4 × 800 m): május 7., UTE atlétikai stadion
- 10 000 m május 13., Vasas pálya, Pasarét
- többpróba, június 17–18., Szolnok
- pályabajnokság: július 7–8., Nemzeti Atlétikai Központ
- váltóbajnokság (4 × 100, 4 × 400 m): szeptember 2., Kecskemét

## Eredmények

### Férfiak
| Versenyszám            | Arany                                                                          | Arany    | Ezüst                                                                       | Ezüst                             | Bronz                                                                                        | Bronz                             |
| ---------------------- | ------------------------------------------------------------------------------ | -------- | --------------------------------------------------------------------------- | --------------------------------- | -------------------------------------------------------------------------------------------- | --------------------------------- |
| 100 m                  | Boros Bence NYSC                                                               | 10,50    | Illovszky Dominik Bp. Honvéd                                                | 10,55                             | Bundschu Patrik Vasas                                                                        | 10,56                             |
| 200 m                  | Wahl Zoltán TSC-Geotech                                                        | 21,07    | Bundschu Patrik Vasas                                                       | 21,25                             | Nadj Levente László Békéscsabai AC                                                           | 21,69                             |
| 400 m                  | Wahl Zoltán TSC-Geotech                                                        | 46,32    | Steigerwald Ernő Békéscsabai AC                                             | 46,63                             | Huller Dániel Gellért VS Dunakeszi                                                           | 47,13                             |
| 800 m                  | Huller Dániel Gellért VS Dunakeszi                                             | 1:47,08  | Vindics Balázs Újpesti TE                                                   | 1:47,11                           | Kiss Gergő Xavér Sportolj Velünk SE                                                          | 1:47,34                           |
| 1500 m                 | Kiss Gergő Xavér Sportolj Velünk SE                                            | 3:39,05  | Szögi István Sportolj Velünk SE                                             | 3:39,16                           | Vörös Márk KSI                                                                               | 3:40,14                           |
| 5000 m                 | Vörös Márk KSI                                                                 | 14:05,85 | Karsai Gábor Békéscsabai AC                                                 | 14:10,82                          | Sós Barnabás Margitszigeti AC                                                                | 14:29,36                          |
| 10 000 m               | Karsai Gábor Békéscsabai AC                                                    | 29:28,01 | Csere Gáspár BEAC                                                           |                                   | Szemerei Levente Szekszárdi Sportközpont                                                     | 29:52,52                          |
| maraton                | Szemerei Levente Szekszárdi Sportközpont                                       | 2:16:35  | Jenkei Péter Vasas                                                          | 2:23:10                           | Fehér Márk Jogging Plus                                                                      | 2:34:51                           |
| maraton csapat         | Szemerei Levente Zsigmond Előd Zsolt Czencz Péter Szekszárdi Sportközpont      | 14       | Németh Gábor Ali Tamás Mészáros Péter ELTE SE Sashegyi gepárdok             | 19                                | Takács Balázs Ronyecz Péter Kiss László Csömöri Sport Kft                                    | 37                                |
| 110 m gát              | Szeles Bálint Egri VSI                                                         | 13,64    | Eszes Dániel VS Dunakeszi                                                   | 14,15                             | Polyák Zoltán Ikarus BSE                                                                     | 14,48                             |
| 400 m gát              | Bánóczy Árpád Nimród Vasas                                                     | 50,79    | Molnár Csaba Levente Ikarus BSE                                             | 51,13                             | Koroknai Tibor Debreceni SC-SI                                                               | 51,43                             |
| 3000 m akadály         | Palkovits István KARC                                                          | 8:38,81  | Kovács Ferenc Soma Sportolj Velünk SE                                       | 8:56,42                           | Kovács Balázs Bp. Honvéd                                                                     | 8:59,69                           |
| magasugrás             | Török Gergely Debreceni SC-SI                                                  | 216 cm   | Jankovics Dániel János MTK                                                  | 216 cm                            | Horváth Csaba Benjamin Ikarus BSE                                                            | 212 cm                            |
| rúdugrás               | Böndör Márton AC Bonyhád                                                       | 510 cm   | Kéri Tamás Ikarus BSE                                                       | 510 cm                            | Nagy Marcell MTKBánovics József MATE-GEAC                                                    | 500 cm                            |
| távolugrás             | Pap Kristóf Ferencvárosi TC                                                    | 753 cm   | Németh Mátyás KARC                                                          | 732 cm                            | Hodossy-Takács Sámuel Debreceni SC-SI                                                        | 730 cm                            |
| hármasugrás            | Pap Kristóf Ferencvárosi TC                                                    | 15,91 m  | Galambos Tibor Ferencvárosi TC                                              | 15,69 m                           | Szenderffy Dániel VS Dunakeszi                                                               | 15,47 m                           |
| súlylökés              | Tóth Balázs NYSC                                                               | 18,05 m  | Kovács László Ikarus BSE                                                    | 17,89 m                           | Fekete István Kecskeméti ARC                                                                 | 17,17 m                           |
| diszkoszvetés          | Szikszai Róbert NYSC                                                           | 59,69 m  | Huszák János Ferencvárosi TC                                                | 55,79 m                           | Csontos Márton BSC                                                                           | 54,31 m                           |
| kalapácsvetés          | Halász Bence Dobó SE                                                           | 77,52 m  | Varga Donát Dobó SE                                                         | 75,26 m                           | Rába Dániel Dobó SE                                                                          | 72,47 m                           |
| gerelyhajítás          | Herczeg György Ferencvárosi TC                                                 | 79,89 m  | Rivasz-Tóth Norbert Szolnoki SC-SI                                          | 75,41 m                           | Kovács Noel Ikarus BSE                                                                       | 72,18 m                           |
| tízpróba               | Gálpál Zsombor Bp. Honvéd                                                      | 7475     | Palicsek Botond KSI                                                         | 5923                              | Katonai Norbert Ferencvárosi TC                                                              | 5019                              |
| tízpróba csapat        | Kútsági Bálint Varga András Benkő László MAFC                                  | 11 508   | Több értékelhető csapat nem volt.                                           | Több értékelhető csapat nem volt. | Több értékelhető csapat nem volt.                                                            | Több értékelhető csapat nem volt. |
| 5000 m gyaloglás       | Helebrandt Máté NYSC                                                           | 19:32,59 | Tóth Norbert H. Szondi SE                                                   | 19:56,05                          | Tokodi Dávid Ferencvárosi TC                                                                 | 21:03,16                          |
| 20 km gyaloglás        | Helebrandt Máté NYSC                                                           | 1:23:26  | Venyercsán Bence Bp. Honvéd                                                 | 1:26:30                           | Tóth Norbert H. Szondi SE                                                                    | 1:30:49                           |
| 20 km gyaloglás csapat | Papp Ferenc Farkas Ádám Fábián András Szegedi VSE                              | 5:55:38  | Több induló nem volt.                                                       | Több induló nem volt.             | Több induló nem volt.                                                                        | Több induló nem volt.             |
| 35 km gyaloglás        | Helebrandt Máté NYSC                                                           | 2:39:20  | Venyercsán Bence Bp. Honvéd                                                 | 2:40:31                           | Tokodi Dávid Ferencvárosi TC                                                                 | 2:53:57                           |
| 4 × 100 m              | Nagy Richárd Takács Ábel Illovszky Dominik Orosz Zoltán István Bp. Honvéd      | 41,87    | Sajgó Dávid Felsmann Balázs Zsolnai Bálint Bundschu Patrik Vasas            | 41,91                             | Tatai Zalán Bolla Gergő Szabó Dániel Trenka Ádám Alba Regia AK                               | 42,04                             |
| 4 × 200 m              | Szabacsi Gábor Vecsey László Varga Milán Alexovics Dániel Győri AC             | 1:27,00  | Orosz Zoltán István Takács Ábel Less Dávid Czipó Marcell Bp. Honvéd         | 1:27,79                           | Prepszl Máté József Birovecz Ben Jordán Birovecz Bátor Péter Farkas Bálint László Újpesti TE | 1:29,37                           |
| 4 × 400 m              | Birovecz Ben Jordán Birovecz Bátor Péter Földi Gergő Vindics Balázs Újpesti TE | 3:15,49  | Szigeti Miklós Edgár Sztáray Félix Divinyi-Tóth Barnabás Várdai Péter Vasas | 3:22,70                           | Babics Marcell Szirbek Albert Furda Botond Kubasi János Sportolj Velünk SE                   | 3:27,13                           |
| 4 × 800 m              | Pap Tamás Földi Gergő Szinte Bálint Vindics Balázs Újpesti TE                  | 7:39,04  | Lesták Ármin Balogh Ádám Kőműves Márton Együd Máté MATE - GEAC              | 7:58,33                           | Kasoly Benedek Várkonyi Balázs Dániel Horváth Barnabás Vörös Márk KSI                        | 8:07,64                           |
| mezeifutás 8000 m      | Kovács Ferenc Soma Sportolj Velünk SE                                          | 24:50    | Karsai Gábor Békéscsabai AC                                                 | 24:55                             | Lomb Ádám Pécsi VSK                                                                          | 25:30                             |
| mezeifutás csapat      | Kiss Gergely Lehmann Bence Sinkó-Uribe Ábel Tiszaújvárosi TK                   | 23       | Kovács Ferenc Soma Zsetnyai Ákos Nick Márton Sportolj Velünk SE             | 32                                | Lomb Ádám Fritz László Baumholczer Máté Pécsi VSK                                            | 39                                |

### Nők
| Versenyszám            | Arany                                                                                | Arany    | Ezüst                                                                                    | Ezüst                      | Bronz                                                                            | Bronz                         |
| ---------------------- | ------------------------------------------------------------------------------------ | -------- | ---------------------------------------------------------------------------------------- | -------------------------- | -------------------------------------------------------------------------------- | ----------------------------- |
| 100 m                  | Takács Boglárka Bp. Honvéd                                                           | 11,36    | Kozák Luca Debreceni SC-SI                                                               | 11,45                      | Csóti Jusztina Ferencvárosi TC                                                   | 11,51                         |
| 200 m                  | Takács Boglárka Bp. Honvéd                                                           | 23,27    | Sulyán Alexa MATE-GEAC                                                                   | 23,49                      | Csóti Jusztina Ferencvárosi TC                                                   | 23,51                         |
| 400 m                  | Bartha-Kéri Bianka Sportolj Velünk SE                                                | 52,61    | Rapai Fanni Ikarus BSE                                                                   | 53,32                      | Nádházy Evelin MATE-GEAC                                                         | 53,33                         |
| 800 m                  | Bartha-Kéri Bianka Sportolj Velünk SE                                                | 2:02,97  | K. Szabó Gabriella NYSC                                                                  | 2:07,61                    | Heffner Hédi BEAC                                                                | 2:09,05                       |
| 1500 m                 | Gyürkés Viktória Ikarus BSE                                                          | 4:11,03  | Tóth Lili Anna Bp. Honvéd                                                                | 4:13,88                    | Farkas-Ohn Kinga BEAC                                                            | 4:19,98                       |
| 5000 m                 | Gyürkés Viktória Ikarus BSE                                                          | 15:35,83 | Tóth Lili Anna Bp. Honvéd                                                                | 15:57,74                   | Kocsis Kata Ferencvárosi TC                                                      | 17:54,86                      |
| 10 000 m               | Szabó Nóra Margitszigeti AC                                                          | 33:55,69 | Kocsis Kata Ferencvárosi TC                                                              | 38:46,88                   | Kovács Fruzsina Dóra BEAC                                                        | 38:54,47                      |
| maraton                | Kovács-Garami Katalin Bp. Honvéd                                                     | 2:40:30  | Nyikos Viktória Vasas                                                                    | 2:47:03                    | Erdélyi Zsófia Csömöri Sport                                                     | 2:47:09                       |
| maraton csapat         | Erdélyi Zsófia Zólyomi Kinga Kálóczi-Tóth Magdolna Csömöri Sport Kft                 | 13       | Behan Anikó Zákányi Panna Nyilas Zsuzsanna Diósgyőri VTK                                 | 32                         | Több célbaérkező csapat volt.                                                    | Több célbaérkező csapat volt. |
| 100 m gát              | Kozák Luca Debreceni SC-DSI                                                          | 12,72    | Tóth Anna Diósgyőri VTK                                                                  | 12,84                      | Kerekes Gréta Debreceni SC-DSI                                                   | 12,93                         |
| 400 m gát              | Molnár Janka TSC-Geotech                                                             | 56,58    | Mátó Sára MTK                                                                            | 57,32                      | Mohai Regina MTK                                                                 |                               |
| 3000 m akadály         | Varga Gréta Barbara Sportolj Velünk                                                  | 10:36,15 | Iker Natália Csepeli DAC                                                                 | 10:47,69                   | Nagy Nóra TSC-Geotech                                                            | 10:54,06                      |
| magasugrás             | Fekete Fédra Bp. Honvéd                                                              | 185 cm   | Bátori Lilianna Vasas                                                                    | 178 cm                     | Renner Luca Boglárka MTK                                                         | 175 cm                        |
| rúdugrás               | Klekner Hanga Csenge Debreceni SC-SI                                                 | 4,40 m   | Garamvölgyi Petra Pécsi VSK                                                              | 4,00 m                     | Mészáros Emma KSISzabó Diana Rozália                                             | 3,80 m                        |
| távolugrás             | Farkas Petra Bp. Honvéd                                                              | 655 cm   | Lesti Diana TSC-Geotech                                                                  | 643 cm                     | Rózsahegyi Bori TSC-Geotech                                                      | 632 cm                        |
| hármasugrás            | Szabó Beatrix MTK                                                                    | 12,93 m  | Áts Viktória TSC-Geotech                                                                 | 12,77 m                    | Nyisztor Petra NYSC                                                              | 12,56 m                       |
| súlylökés              | Márton Anita Békéscsabai AC                                                          | 18,40 m  | Veiland Violetta Szegedi VSE                                                             | 15,63 m                    | Beregszászi Renáta Szegedi VSE                                                   | 14,80 m                       |
| diszkoszvetés          | Márton Anita Békéscsabai AC                                                          | 54,73 m  | Kerekes Dóra NYSC                                                                        | 53,18 m                    | Váradi Krisztina Maximus SE                                                      | 45,34 m                       |
| kalapácsvetés          | Gyurátz Réka Dobó SE                                                                 | 69,66 m  | Németh Zsanett Dobó SE                                                                   | 64,61 m                    | Viszkeleti Villő Dobó SE                                                         | 63,63 m                       |
| gerelyhajítás          | Moravcsik Angéla MTK                                                                 | 58,06 m  | Kövér Fanni VEDAC                                                                        | 57,54 m                    | Bogdán Annabella Békéscsabai AC                                                  | 53,75 m                       |
| hétpróba               | Nemes Rita MTK                                                                       | 6222     | Barna Patrícia KARC                                                                      | 5191                       | Bartha Lilla MTK                                                                 | 5074                          |
| hétpróba csapat        | Nemes Rita Bartha Lilla Kovács Vivien MTK                                            | 15 816   | Szűcs Szabina Nyilasi Diána Fekete Fanni Bp. Honvéd                                      | 13 062                     | Több induló nem volt.                                                            | Több induló nem volt.         |
| 5000 m gyaloglás       | Madarász Viktória Újpesti TE                                                         | 21:58,84 | Oláh Barbara Békéscsabai AC                                                              | 22:05,04                   | Kovács Alexandra Békéscsabai AC                                                  | 22:46,85                      |
| 20 km gyaloglás        | Récsei Rita Bp. Honvéd                                                               | 1:37:45  | Spiller Tiziana Kinga Bp. Honvéd                                                         | 1:42:43                    | Csörgő Dóra Bp. Honvéd                                                           | 1:48:17                       |
| 20 km gyaloglás csapat | Récsei Rita Spiller Tiziana Kinga Csörgő Dóra Bp. Honvéd                             | 5:08:45  | Több induló nem volt.                                                                    | Több induló nem volt.      | Több induló nem volt.                                                            | Több induló nem volt.         |
| 35 km gyaloglás        | Récsei Rita Bp. Honvéd                                                               | 3:04:45  | Több célbaérkező nem volt.                                                               | Több célbaérkező nem volt. | Több célbaérkező nem volt.                                                       | Több célbaérkező nem volt.    |
| 4 × 100 m              | Simon Virág Anna Sulyán Alexa Kriszt Sarolta Mária Nádházy Evelin MATE-GEAC          | 45,61    | Skriván Bíbor Bognár Anna Takács Boglárka Bathó Borbála Dorka Bp. Honvéd                 | 46,06                      | Ritter Lola Hujber Zsófi Mészáros Luca Langmár Kata Anna Alba Regia AK           | 48,76                         |
| 4 × 200 m              | Bathó Borbála Dorka Göblyös Csenge Bottlik Judit Kőszegi Míra Bp. Honvéd             | 1:38,69  | Fodor Júlia Boglárka Hajagos Petra Ildikó Mórocz Boglárka Füleky Dorottya Filoména Vasas | 1:40,58                    | Kovács Anna Mária Nagy Pálma Gyenese Zsófia Muszil Ágnes ZALASZÁM-ZAC            | 1:44,79                       |
| 4 × 400 m              | Simon Virág Anna Kriszt Sarolta Mária Dobránszky Laura Lola Nádházy Evelin MATE-GEAC | 3:40,08  | Mórocz Boglárka Tóth Fruzsina Bátai Luca Füleky Dorottya Filoména Vasas                  | 3:51,46                    | Földesi Léda Badics Helka Felber Kata Zselyke Besenyődi Petra Sportolj Velünk SE | 3:58,22                       |
| 4 × 800 m              | Hazay Krisztina Eszter Kocsis Kata Varga Dominika Zoé Lóránt Boróka Ferencvárosi TC  | 9:39,64  | Imre Petra Biacsi Bernadett Kocsis Anna Ágnes Biacsi Ilona Szegedi VSE                   | 9:47,52                    | Gedra Bettina Kozma Nikolett Gedra Szabina Koncz Kata Sportolj Velünk SE         | 9:48,33                       |
| mezeifutás 5000 m      | Urbán Zita Bp. Honvéd                                                                | 17:01    | Böhm Lilla Bp. Honvéd                                                                    | 17:21                      | Mag Viktória Salgótarjáni AC                                                     | 17:27                         |
| mezeifutás csapat      | Urbán Zita Böhm Lilla Dugasz Emese Bp. Honvéd                                        | 9        | Weibl Anissa Zsófia Szemán Kitti Tóth Eszter VEDAC                                       | 54                         | Varga Gréta Barbara Koncz Kata Gedra Szabina Sportolj Velünk SE                  | 56                            |

### Téli dobóbajnokság
Férfiak
| Versenyszám   | Arany                       | Arany   | Ezüst                              | Ezüst   | Bronz                     | Bronz   |
| ------------- | --------------------------- | ------- | ---------------------------------- | ------- | ------------------------- | ------- |
| diszkoszvetés | Káplár János NYSC           | 53,39 m | Mozsdényi Dávid VEDAC              | 53,10 m | Strigencz Zalán VEDAC     | 52,05 m |
| kalapácsvetés | Varga Donát Dobó SE         | 74,50 m | Rába Dániel Dobó SE                | 72,53 m | Pásztor Bence VEDAC       | 71,99 m |
| gerelyhajítás | Bényi Dániel Váci Reménység | 64,27 m | Földesi Gergő Dávid Váci Reménység | 62,10 m | Adame Máté Váci Reménység | 61,81 m |

Nők
| Versenyszám   | Arany                 | Arany   | Ezüst                       | Ezüst   | Bronz                        | Bronz   |
| ------------- | --------------------- | ------- | --------------------------- | ------- | ---------------------------- | ------- |
| diszkoszvetés | Kerekes Dóra NYSC     | 57,42 m | Váradi Krisztina Maximus SE | 45,55 m | Péter-Szabó Sára Szegedi VSE | 42,96 m |
| kalapácsvetés | Gyurátz Réka Dobó SE  | 66,91 m | Németh Zsanett Dobó SE      | 63,84 m | Viszkeleti Villő Dobó SE     | 61,15 m |
| gerelyhajítás | Makai Anna Újpesti TE | 48,58 m | Eszenyi Napsugár MATE-GEAC  | 48,37 m | Nagy Viktória Szolnoki MÁV   | 43,87 m |